# Caudete de las Fuentes
Caudete de las Fuentes es una localidad y municipio español situado en la parte central de la comarca de Requena-Utiel, en la provincia de Valencia, Comunidad Valenciana. Cuenta con una población de 720 habitantes (INE 2024). Se trata de un municipio castellanohablante, en el que el castellano cuenta con el predominio lingüístico reconocido legalmente.

## Toponimia
El topónimo Caudete deriva del árabe القبدغ al-Qabdag, que a su vez proviene del mozárabe cap d'aq, del latín caput aquae ('cabeza o fuente de agua'), por su riqueza en aguas, de donde viene también el epíteto de las Fuentes.

## Geografía
Está integrado en la comarca de Requena-Utiel, situándose a 86 kilómetros de la capital valenciana. Su término municipal está atravesado por la autovía del Este entre los pK 265 y 270.
El relieve del territorio es bastante llano, aunque tienen elevaciones que sobrepasan los 900 m al noroeste (sierra de Bicuerca) y los 850 m al sureste (sierra de la Ceja), destacando también el vértice geodésico de Atalaya de Caudete (857 m), usualmente denominada como La Atalaya. El pueblo se alza a 775 m sobre el nivel del mar. El río Madre, afluente del Magro, atraviesa el término de oeste a este, aunque con un caudal muy reducido a lo largo del año.
| Noroeste: Fuenterrobles y Utiel | Norte: Utiel                  | Noreste: Utiel   |
| Oeste: Fuenterrobles            |                               | Este: Utiel      |
| Suroeste: Venta del Moro        | Sur: Venta del Moro y Requena | Sureste: Requena |

### Hidrografía
Caudete se sitúa en la parte alta del valle del río Magro, pasando por la misma localidad el río Madre, afluente de aquel.

### Clima
En el territorio los veranos son cortos, calurosos y mayormente despejados, por otra parte los inviernos son largos, muy fríos, ventosos y parcialmente nublados, además está seco durante todo el año. Las temperaturas varían de -0 °C a 31 °C.
Por tanto Caudete presenta un clima mediterráneo continentalizado, en el que la península es maciza y las montañas estén en la periferia, lo que genera que la zona esté alejada en la influencia marítima y a sotavento. Generando una sequedad en verano y unos máximos de lluvia en primavera y otoño.

## Historia

Pico vertedor de vasija ibérica con forma de jabalí. Pieza considerada única dentro de la cerámica ibérica. Encontrada en el yacimiento arqueológico del poblado ibérico de los Villares (Kelin) y conservada en el Museo de Caudete

En Caudete discurría el Camino de Aníbal y la Vía Augusta. Al estar situado en una de las rutas naturales de comunicación entre la Meseta y el Mediterráneo, este término fue poblado muy intensamente desde la Edad del Bronce.
Restos de poblados de esa época se encuentran en el cerro de la Casa Doñana y en el de Los Villares, ambos con importantes establecimientos ibéricos superpuestos, que perduraron hasta poco antes del cambio de Era y que han proporcionado interesantes materiales. En el de Los Villares se encontró también una gran cantidad de monedas ibéricas y romanas.
De puntos no determinados del término proceden varias joyas de oro y plata, así como una pieza de plata decorada con relieve, considerada generalmente como un casco guerrero, pero que bien podría ser un cuenco semejante a los de oro de Villena.
De época romana son los restos que se encuentran en la zona norte de edificación Casa Doñana, los de una villa de baja época existente en La Solana.
También se han halado restos históricos como la “Dama de Caudete” que es la representación en forma humana de una divinidad o sacerdotisa ibérica, escultura que se encuentra en el Museo Arqueológico de Villena. El último hallazgo ha sido el “Pilar Estela” que es parte de una estructura funeraria íbera del siglo IV a. C. aparecida en los muros del castillo de Caudete.

## Demografía
Caudete de las Fuentes cuenta con una población de 720 habitantes (INE 2024).
| Gráfica de evolución demográfica de Caudete de las Fuentes entre 1842 y 2021                                        |
| |
| Población de derecho según los censos de población del INE Población de hecho según los censos de población del INE |

## Economía
Casi la totalidad de los cultivos son de secano, siendo el principal la vid. Otros cultivos son cereales, olivos y patatas. La ganadería cuenta con cabezas de ganado lanar y porcino.

## Administración y política

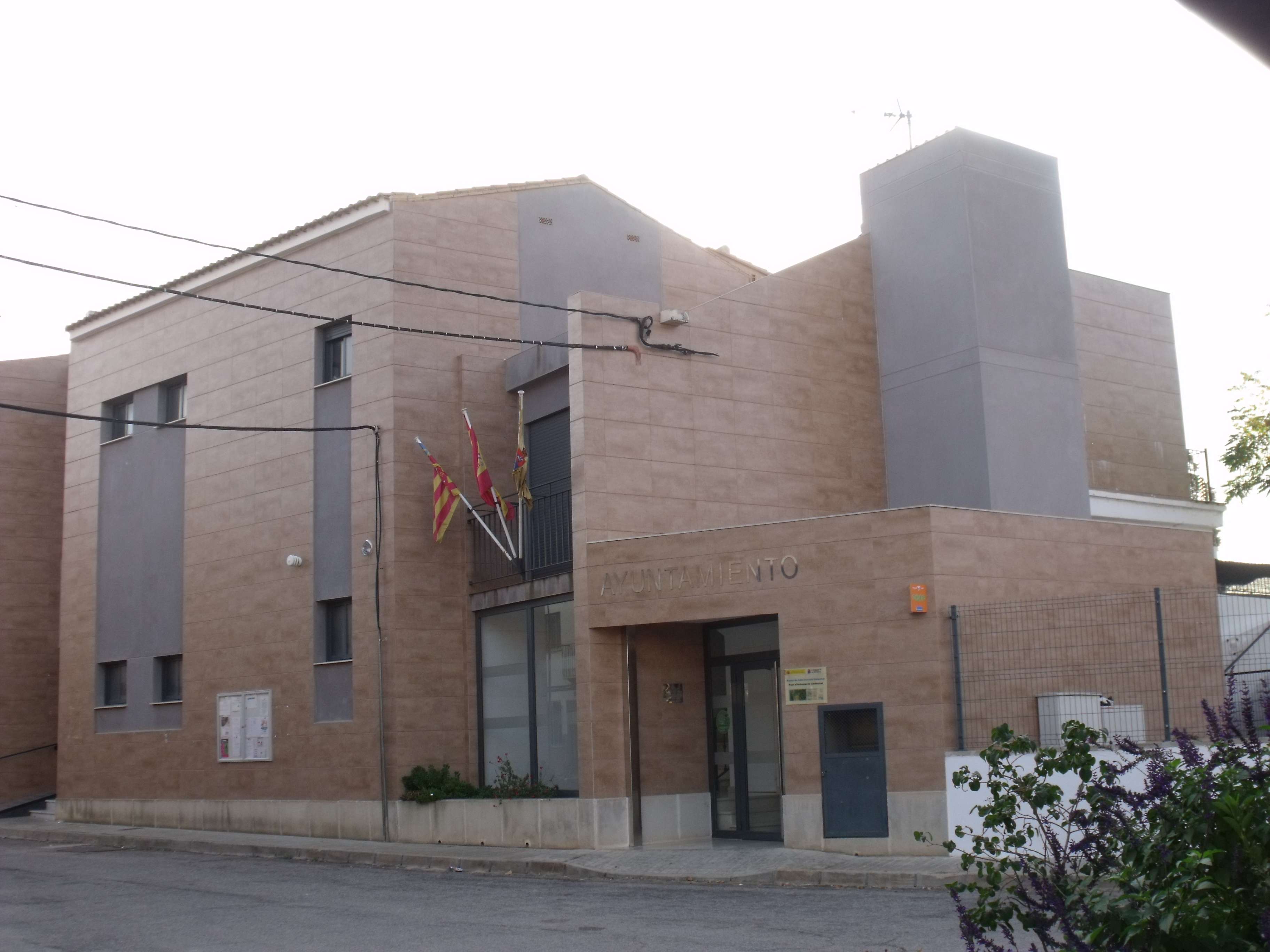
Casa consistorial

| Periodo   | Nombre                                        | Partido   |
| --------- | --------------------------------------------- | --------- |
| 1979-1983 | Felipe Viana Domínguez                        | IND       |
| 1983-1987 | Julio Maeso Mateo                             | PSPV-PSOE |
| 1987-1991 | José Julio Domingo Moya                       | CDS       |
| 1991-1995 | José Julio Domingo Moya                       | CDS       |
| 1995-1999 | Genaro Sáez Iranzo                            | PP        |
| 1999-2003 | Rafael Cerveró Vicente                        | PP        |
| 2003-2007 | Rafael Cerveró Vicente                        | PP        |
| 2007-2011 | Rafael Cerveró Vicente Jose Luis Guaita Mateo | PP        |
| 2011-2015 | Jose Luis Guaita Mateo                        | PP        |
| 2015-2019 | Vanesa López Guijarro                         | CS        |
| 2019-2023 | Vanesa López Guijarro                         | CS        |
| 2023-act. | Vanesa López Guijarro                         | CS        |

## Cultura

### Patrimonio
- Iglesia parroquial. Está dedicada a la Natividad de Nuestra Señora, y fue construida en 1731.[10]
- Poblado ibérico amurallado Los Villares. Kelin[11]
- La tómbola, situada en la plaza de Correos.[12]

### Fiestas
- San Antonio Abad. A San Antonio Abad siempre se le presenta al lado de un cerdo, pues es el gran protector de los animales domésticos y de granja. Su fiesta se celebra el 17 de enero con motivo de la historia del santo. Su nombre significa floreciente y su vida estuvo caracterizada por la permanente entrega a Dios. Llevó inicialmente una vida apartada pero la fama de su ascetismo se propagó y se le unieron numerosos seguidores. Murió en el año 356, muy anciano y demostró con su vida lo esencial de la vida monástica.[13] En Caudete se celebra con la tradicional quema de hoguera en la plaza Mayor en Enero.[14]
- San Antonio de Padua. Tiene lugar el 13 de junio con una tradicional comida de confraternidad para todos los vecinos del pueblo por cortesía del Ayuntamiento.[14]
- Semana cultural o de la juventud. Se celebra la última semana del mes de julio, está programada con muchas actividades para todo tipo de público: talleres, ginkanas e hinchables para los más pequeños, obras de teatro realizados por los mismos habitantes del pueblo y conciertos realizados por la banda de música del pueblo para los adultos, todo esto preparado por los mismos habitantes del pueblo, sobre todo por la juventud.[15]
- Semana de la Confraternidad. Se celebra la primera semana del mes de agosto. Tiene una duración de 10 días, en los que se practican multitud de actividades destinadas a toda la población del pequeño pueblo. Las actividades más populares de Caudete de las Fuentes son: La presentación de la reina de las fiestas, el mundo infantil, la paella gigante, el festival infantil y de adultos, conciertos de música realizados por la Banda del Ángel, y diez grandes orquestas que darán vida al pueblo todas las noches durante la semana de la Confraternidad.[16]